# 종자골 (영화)
"종자골"은 1990년에 개봉한 대한민국의 영화이다.

## 캐스팅
- 강인덕 : 송대물 역
- 방희
- 성미진
- 손전
- 임해림
- 김용학
- 문미봉
- 권일정
- 임예심
- 박세범
- 송윤배
- 한명구
- 홍윤정
- 안혜리
- 남정희
- 임채윤
- 채수암
- 표성대
- 김영창
- 김혜경
- 전미혜
- 하미영
- 김귀례